# گراینس
گراینس (به آلمانی: Grins) یک منطقهٔ مسکونی در اتریش است که در ناحیه لاندک واقع شده‌است. گراینس ۲۱٫۱ کیلومتر مربع مساحت دارد ۱٬۰۰۶ متر بالاتر از سطح دریا واقع شده‌است.